# Клэр Роббинс
Клэр Роббинс (англ. Claire Robbins, настоящее имя Адриан Лебрассер, англ. Adrian Lebrasseur, род. 20 января 1986, Портленд) — американская порноактриса.

## Биография
Родилась 20 января 1986 года в Портленде. До порно работала в родном городе на заправке и секретарём. первоначально не интересовалась порнобизнесом, но, после нескольких сессий в качестве эротической фотомодели, решила попробовать и связалась с отраслевым агентством во Флориде, куда приехала, чтобы записать онлайн-сцену.
Дебют в порно состоялся в 2005 году, когда актрисе было 19 лет. Работала в таких студиях, как Hustler Video, Vivid, Naughty America, Evil Angel, Wicked Pictures, Girlfriends Films, Red Light District, Digital Playground, Sweetheart Video, Elegant Angel, Kink.com, Zero Tolerance, New Sensations и другие.
В 2011 году была номинирована на AVN Awards в категории «лучшая сцена секса» за роль в Jerkoff Material 4.
Несколько раз была номинирована как лучшая актриса второго плана: на AVN Awards в 2014 и 2015 годах за фильмы What Do You Want Me to Say? y 24 XXX: An Axel Braun Parody; на XBIZ Award в 2015 и 2016 годах за роли в 'Wetwork и Control.
Ушла из индустрии в 2015 году, снявшись более чем в 180 фильмах.

## Награды и номинации
| Год  | Церемония                   | Результат | Номинация                                           | Работа                       |
| ---- | --------------------------- | --------- | --------------------------------------------------- | ---------------------------- |
| 2011 | AVN Awards                  | Номинация | Лучшая сцена секса от первого лица (POV)            | Jerkoff Material 4           |
| 2014 | AVN Awards                  | Номинация | Лучшая актриса второго плана                        | What Do You Want Me to Say?  |
| 2014 | Spank Bank Awards           | Номинация | Best All Around Porn Goddess                        | н/д                          |
| 2014 | Spank Bank Awards           | Номинация | Фетиш виртуоз года                                  | н/д                          |
| 2014 | Spank Bank Awards           | Номинация | Mattress Actress of the Year                        | н/д                          |
| 2014 | Spank Bank Awards           | Номинация | Самая отшлёпанная девушка года                      | н/д                          |
| 2014 | Spank Bank Awards           | Номинация | Новое определение «сексуальности»                   | н/д                          |
| 2014 | Spank Bank Awards           | Номинация | Tweeting Twat of the Year                           | н/д                          |
| 2015 | AVN Awards                  | Номинация | Лучшая актриса второго плана                        | 24 XXX: An Axel Braun Parody |
| 2015 | AVN Awards                  | Номинация | Награда поклонников: самая экстравагантная личность | н/д                          |
| 2015 | Spank Bank Awards           | Номинация | Порно возлюбленная Америки                          | н/д                          |
| 2015 | Spank Bank Awards           | Номинация | Грязная маленькая шлюха года                        | н/д                          |
| 2015 | Spank Bank Awards           | Номинация | Фетиш виртуоз года                                  | н/д                          |
| 2015 | Spank Bank Awards           | Номинация | Mattress Actress of the Year                        | н/д                          |
| 2015 | Spank Bank Awards           | Победа    | The Total Package                                   | н/д                          |
| 2015 | Spank Bank Technical Awards | Победа    | Лучшее извращенное чувство юмора                    | н/д                          |
| 2015 | Spank Bank Technical Awards | Победа    | Лучший канал Youtube, существовавший КОГДА-ЛИБО!    | н/д                          |
| 2015 | Spank Bank Technical Awards | Победа    | Самый нетерпеливый получатель порки                 | н/д                          |
| 2015 | Spank Bank Technical Awards | Победа    | Most Likely To Have A 'Spitting' Orgasm             | н/д                          |
| 2015 | XBIZ Award                  | Номинация | Лучшая актриса второго плана                        | Wetwork                      |
| 2016 | XBIZ Award                  | Номинация | Лучшая актриса второго плана                        | Control                      |

## Избранная фильмография
- Bad Lesbian 4[18],
- DP Overdose[19],
- Elastic Assholes 4[20],
- Fuck Me 2[21],
- In Deep[22],
- Jack’s Teen America 13[23],
- Lesbian Babysitters 13[24],
- National Asstime[25],
- Praise the Load 5[26],
- Sinful Temptations[27],
- Teenage Wasteland[28].